# Reserva de la Biosfera Volcán Tacaná
La Reserva de la Biosfera Volcán Tacaná, ubicada en la región fronteriza sur, Istmo y Pacífico Sur de México en el Estado de Chiapas en los municipios de Cacahoatán, Unión Juárez y Tapachula con una zona de influencia de 6,188.25 hectáreas, es una área natural protegida que abarca mucho más que su imponente volcán homónimo (4092 msnm). Desde su designación como Zona Sujeta a Conservación en 2000 y posterior nombramiento como Reserva de la Biosfera en 2003 (integrándose a la Red Mundial de Reservas de la Biosfera de la UNESCO en 2006), ha sido objeto de esfuerzos de conservación y desarrollo sustentable. Su riqueza biológica, resultado de la convergencia de regiones biogeográficas neártica, centroamericana y sudamericana, se manifiesta en una compleja variedad de ecosistemas, incluyendo bosques mesófilos de montaña, chusqueales y páramo, que albergan una biodiversidad excepcional pero frágil. Sin embargo, la historia de la Reserva también refleja los desafíos de la conservación en un contexto de pobreza y presión económica sobre los recursos naturales. Su importancia radica en la fragilidad de sus ecosistemas y los servicios ambientales que proporciona, justificando su conservación a través de un programa de manejo interinstitucional e integral, iniciado en 2003, que busca la protección de la biodiversidad y el desarrollo sustentable de las comunidades locales.

### Gestión y Manejo de la Reserva
Su gestión y manejo se diseñan con el propósito de preservar la biodiversidad única que alberga, al mismo tiempo que se impulsa el desarrollo sostenible de las comunidades que la habitan. Esta labor se apoya en un marco institucional robusto, una planificación estratégica y una participación activa de distintos actores sociales
El proceso de gestión de la Reserva comenzó formalmente con su declaratoria como Zona Sujeta a Conservación Ecológica en el año 2000 por parte del gobierno del estado de Chiapas. Posteriormente, en 2003, fue reconocida a nivel federal como Reserva de la Biosfera, y en 2006 fue incorporada a la Red Mundial de Reservas de la Biosfera de la UNESCO, lo que refuerza su valor ambiental internacional. La principal entidad encargada de la administración y supervisión es la Comisión Nacional de Áreas Naturales Protegidas (CONANP), una dependencia del gobierno federal que actúa bajo la Secretaría de Medio Ambiente y Recursos Naturales (SEMARNAT). Esta labor se lleva a cabo con el respaldo de varias organizaciones y centros de investigación como el Instituto de Historia Natural y Ecología del estado de Chiapas (IHNyE), que ha documentado científicamente la riqueza de los ecosistemas locales, además de organizaciones de la sociedad civil como la Asociación Cáritas Tapachula, la Sociedad de Historia Natural del Soconusco y la Sociedad Mexicana de Lepidopterología, cuyas investigaciones han sido fundamentales para la comprensión de la flora y fauna del área
El instrumento técnico central que orienta todas las acciones dentro de la Reserva es el Programa de Manejo. Este documento establece los objetivos prioritarios, estrategias operativas, zonas de manejo y directrices para la conservación de los ecosistemas, la restauración ambiental, la educación, el conocimiento científico y la gestión participativa. A este se suma el Acuerdo de Manejo, una versión más accesible y resumida que establece las reglas básicas de operación para todos los actores involucrados, desde autoridades hasta pobladores. Un aspecto clave de esta estrategia es la inclusión activa de las comunidades locales, quienes participan mediante comités de vigilancia, programas de educación ambiental, proyectos de conservación y actividades productivas sustentables. Esta colaboración busca que los habitantes de la región no solo se beneficien de la Reserva, sino que también se conviertan en actores centrales de su conservación
En términos operativos, la Reserva está organizada bajo un modelo de ordenamiento ecológico que se refleja en su zonificación. Esta división contempla distintas subzonas según el nivel de protección y uso permitido. Las zonas de preservación se destinan a la protección estricta de ecosistemas clave, mientras que otras áreas permiten el aprovechamiento sustentable de recursos naturales como la madera y productos forestales no maderables. También se identifican zonas para el aprovechamiento sostenible de ecosistemas enteros, como los bosques mesófilos de montaña y los páramos. Existen zonas de uso público, donde se permite el turismo de bajo impacto, así como áreas destinadas a los asentamientos humanos que ya existían en el territorio antes de su declaratoria como área protegida
El funcionamiento cotidiano de la Reserva se estructura a través del Programa Operativo Anual (POA), un plan que detalla las acciones prioritarias a desarrollar cada año en materia de protección ambiental, infraestructura, investigación científica, turismo, vigilancia y restauración ecológica. Además, se aplican reglas administrativas que regulan todas las actividades dentro del área protegida, desde el acceso de visitantes hasta los permisos para investigación o el desarrollo de infraestructura. Estas reglas garantizan que cualquier intervención en la Reserva se realice bajo principios de sostenibilidad y respeto por los ecosistemas locales
Un componente esencial del manejo es el monitoreo y la evaluación. A través del seguimiento constante del cumplimiento del Programa de Manejo y de las actividades desarrolladas anualmente, se identifican los avances y desafíos. Esta evaluación permite realizar ajustes en las estrategias, lo que da flexibilidad a la gestión y permite que se adapte a las condiciones sociales, económicas y ambientales que puedan cambiar con el tiempo
La participación comunitaria se reconoce como uno de los pilares más importantes para el éxito de esta política de conservación. Las comunidades no solo están presentes como beneficiarias, sino que actúan como gestoras del territorio, tomando decisiones, implementando acciones y construyendo alianzas. Este proceso se refuerza con la colaboración interinstitucional, donde distintas dependencias de gobierno y organizaciones sociales y académicas comparten información, capacidades técnicas y recursos
La gestión y manejo de la Reserva de la Biosfera Volcán Tacaná no solo responde a una necesidad ecológica, sino también a un compromiso social que reconoce que la conservación efectiva debe ir de la mano del bienestar de las comunidades locales.

#### Programa de Manejo
El Programa de Manejo de la Reserva de la Biosfera Volcán Tacaná busca guiar las acciones para la protección de la biodiversidad de la zona y el desarrollo sustentable de las comunidades locales. Este programa se basa en el conocimiento de la problemática del área, sus recursos naturales y el uso de los mismos dentro de la Reserva. El objetivo principal es establecer las actividades, acciones y lineamientos básicos para el manejo y la administración de la Reserva de la Biosfera Volcán Tacaná.
Los objetivos específicos del Programa de Manejo de la Reserva de la Biosfera Volcán Tacaná se centran en seis ejes fundamentales. En cuanto a la protección, se busca conservar la biodiversidad de la reserva mediante políticas y acciones que mejoren el entorno y frenen el deterioro de los ecosistemas. En el eje de manejo, se propone planificar y ejecutar actividades relacionadas con la conservación, restauración, educación, capacitación y recreación, siempre promoviendo el desarrollo sustentable. La restauración apunta a recuperar las condiciones ecológicas alteradas por la actividad humana o fenómenos naturales, permitiendo que los procesos naturales se regeneren. En cuanto al conocimiento, se pretende investigar, compartir y aplicar tanto saberes tradicionales como científicos en favor de la conservación y el uso sostenible de la biodiversidad. El componente de cultura busca fomentar la educación ambiental y la participación activa de las comunidades locales en la valoración y protección de los recursos naturales. Finalmente, en el eje de gestión, se define la estructura administrativa de la reserva y se establecen mecanismos de colaboración entre los distintos niveles de gobierno y la comunidad.
La planeación del Programa de Manejo se organiza en seis líneas estratégicas que corresponden a los mismos ejes mencionados: protección, manejo, restauración, conocimiento, cultura y gestión. Cada una de estas líneas incluye objetivos específicos, así como actividades y acciones con tiempos definidos de ejecución —corto, mediano y largo plazo—. El documento contempla un capítulo de Ordenamiento Ecológico y Zonificación, que delimita subzonas dentro de la reserva y especifica las actividades permitidas y prohibidas en cada una. También se incorpora un capítulo de Reglas Administrativas, donde se establecen las normas que deben regir todas las obras y actividades dentro del área protegida. Además, se establece un proceso detallado para la elaboración, calendarización, seguimiento y evaluación del Programa Operativo Anual, así como una evaluación general del Programa de Manejo, la cual se realizará cada cinco años.

### Biodiversidad de la Reserva de la Biosfera Volcán Tacaná

#### Mamíferos
| Nombre común                     | Nombre científico        |
| -------------------------------- | ------------------------ |
| Puma                             | Puma concolor            |
| Ocelote                          | Leopardus pardalis       |
| Cacomixtle tropical              | Bassariscus sumichrasti  |
| Ratón cosechero dientes pequeños | Reithrodontomys microdon |
| Mico de noche                    | Potos flavus             |
| Venado cabrito                   | Mazama temama            |

#### Aves
| Nombre común            | Nombre científico       |
| ----------------------- | ----------------------- |
| Quetzal centroamericano | Pharomachrus moccino    |
| Pavón                   | Oreophasis derbianus    |
| Chipe rosado            | Cardellina versicolor   |
| Tucancillo verde        | Aulacorhynchus prasinus |
| Momoto garganta azul    | Aspatha gularis         |
| Pajuil                  | Penelopina nigra        |
| Colibrí garganta verde  | Lampornis viridipallens |
| Coa de collar           | Trogon collaris         |
| Polluela sora           | Porzana carolina        |

#### Reptiles y anfibios
| Nombre común                               | Nombre científico              |
| ------------------------------------------ | ------------------------------ |
| Anolis pardo de matuda                     | Anolis matudai                 |
| Abaniquillo                                | Anolis petersii                |
| Abaniquillo del cafetal                    | Anolis dollfusianus            |
| Escorpión arborícola                       | Abronia matudai                |
| Lagartija espinosa esmeralda guatemalteca  | Sceloporus smaragdinus         |
| Coralillo falso                            | Ninia diademata                |
| Culebra caracolera sureña                  | Tropidodipsas fischeri         |
| Culebra lagartijera común                  | Mastigodryas melanolomus       |
| Ranita de dedos espinosos                  | Plectrohyla matudai            |
| Ranita ojona de dedos delgados             | Plectrohyla lacertosa          |
| Rana dedos delgados mayor                  | Plectrohyla avia               |
| Sapo del tacaná                            | Incilius tacanensis            |
| Ranita de arroyo de montaña                | Ptychochyla euthysanota        |
| Ranita de cristal norteña                  | Hyalinobatrachium fleischmanni |
| Rana de hojarasca                          | Craugastor rhodopis            |
| Salamandra lengua de hongo patas amarillas | Bolitoglossa flavimembris      |

#### Flora
Bosque Tropical Perennifolio, Bosque Mesófilo de Montaña, Pastizal (Páramo de altura)
| Nombre común             | Nombre científico                       |
| ------------------------ | --------------------------------------- |
| Pinabete u Oyamel        | Abies guatemalensis                     |
| Achiotillo               | Alchornea latifolia                     |
| Macuilillo               | Oreopanax xalapensis                    |
| Mano de león             | Dendropanax arboreus                    |
| Olmo o Palo de Baqueta   | Ulmus mexicana                          |
| Lechillo                 | Carpinus caroliniana                    |
| Cedrillo                 | Guarea glabra                           |
| Maquique                 | Cyathea fulva                           |
| Helecho pesma            | Cyathea divergens                       |
| la bromelia Pie de gallo | Tillandsia guatemalensis, T. lampropoda |
| Palma camedor junco      | Chamaedorea nubium                      |
| Palma camedor            | Chamaedorea ibarrae                     |
| orquídea boca de tigre   | Rossioglossum grande                    |

### Ecosistemas de la Reserva de la Biosfera Volcán Tacaná
La Reserva de la Biosfera Volcán Tacaná se distingue por su notable riqueza ecológica, resultado de la convergencia de tres grandes regiones biogeográficas: la neártica, la centroamericana y la sudamericana. Esta confluencia ha dado lugar a una diversidad de ecosistemas que varían según la altitud y las condiciones climáticas del terreno volcánico Entre ellos, destaca el Bosque Mesófilo de Montaña, ubicado entre los 1200 y 2300 metros sobre el nivel del mar, caracterizado por su vegetación densa, árboles de hoja perenne y abundancia de helechos, musgos y epífitas. Especies como Podocarpus matudai, Quercus benthamii, Q. laurina y Clethra mexicana dominan este entorno, considerado esencial para la conservación debido a la presencia de numerosas especies endémicas y en riesgo.
En altitudes mayores, entre los 2300 y 4000 metros, se encuentra el Chusqueal, un ecosistema que se desarrolla en cañadas rocosas y que está dominado por gramíneas del género Chusquea, como Chusquea foliosa y Ch. nelsonii. Este tipo de vegetación forma un sotobosque denso que sirve como refugio y fuente de alimento para diversas especies de fauna silvestre. Más arriba, por encima de los 3800 metros, se extiende el Páramo de Montaña, un ecosistema frágil que alberga vegetación arbustiva con hojas pequeñas y carnosas, además de gramíneas bajas. Este páramo es de gran valor ecológico por su alta concentración de especies endémicas y su vulnerabilidad ante los cambios ambientales.
También en las laderas del volcán, entre los 2600 y 3800 metros de altitud, se localiza el Bosque de Pino, dominado por especies del género Pinus, como Pinus ayacahuite, P. hartegui, P. nuvicola y P. rudis, además de algunas especies de Quercus. Este bosque tiene relevancia tanto ecológica como económica, ya que además de su biodiversidad, aporta recursos forestales valiosos como madera y leña. Por otro lado, en altitudes que oscilan entre los 1500 y 2300 metros, se encuentra la Selva Mediana Subperennifolia, un bosque denso de árboles de hoja perenne y abundante sotobosque. Entre las especies representativas se encuentran Amphitecna silvicola, Dendropanax arboreus, Wimmeria montana y Beilschmiedia steyermarkii.. Este tipo de selva también es clave para la conservación, ya que hospeda a numerosas especies amenazadas y endémicas

#### Servicios Ambientales
La Biosfera Volcán Tacaná desempeña un papel crucial en el bienestar de las comunidades locales y del entorno regional al proporcionar una amplia gama de servicios ambientales. Estos beneficios, producto de la interacción entre los ecosistemas y los procesos naturales del territorio, se agrupan en distintas categorías que reflejan su importancia ecológica, económica y cultural.
En primer lugar, los servicios de provisión comprenden aquellos recursos tangibles que las personas obtienen directamente de la Reserva. Entre ellos destaca el agua, ya que en este territorio nacen ríos fundamentales como el Coatán, el Suchiate, el Cahoacán y el Cosalapa, los cuales abastecen de agua potable a la población y son esenciales para la agricultura, la industria y la ganadería. La conservación de estos cuerpos hídricos garantiza la disponibilidad de agua limpia y suficiente. Por otro lado, los recursos forestales de la Reserva proporcionan materiales como madera y leña, además de insumos para actividades artesanales, siendo crucial su aprovechamiento responsable para evitar la deforestación. También se encuentran los recursos genéticos, representados por la diversidad biológica de especies endémicas y amenazadas, con un alto valor para la investigación, la innovación y la conservación. A ello se suman los recursos minerales, que si bien pueden ser aprovechados para la construcción, requieren un manejo sostenible para no afectar negativamente el ambiente.
En cuanto a los servicios de regulación, la Reserva cumple funciones vitales que mantienen el equilibrio ambiental. La vegetación, especialmente los bosques, contribuye a regular el clima, capturando dióxido de carbono y liberando oxígeno, lo cual ayuda a mitigar los efectos del cambio climático. Asimismo, previene la erosión del suelo y regula los flujos hídricos, reduciendo el riesgo de inundaciones al absorber y liberar agua de manera gradual. La Reserva también es fundamental para la polinización, al albergar insectos que permiten la reproducción de las plantas, y para el control de plagas mediante la presencia de especies depredadoras naturales.
Los servicios culturales son igualmente relevantes. La belleza escénica del Volcán Tacaná y su entorno atrae a visitantes nacionales e internacionales, generando ingresos a través del turismo ecológico y de bajo impacto. Además, la Reserva contiene sitios sagrados y es custodia de tradiciones culturales profundamente significativas para las comunidades locales, en particular para el pueblo indígena Mam. La preservación de estos elementos culturales es clave para fortalecer la identidad regional.
Por último, entre los servicios de apoyo se encuentran procesos ecológicos fundamentales como la formación de suelos fértiles, muchos de ellos derivados de la actividad volcánica, esenciales para la agricultura local. Además, la Reserva ofrece refugio a una gran cantidad de especies animales, muchas en peligro de extinción, lo que refuerza su papel en la conservación de la biodiversidad.

## Proyectos de Conservación y Desarrollo Sustentable
En la Reserva de la Biosfera Volcán Tacaná se han desarrollado diversos proyectos enfocados en la conservación de la biodiversidad y el desarrollo sustentable, destacando entre ellos el proyecto REDISA. Esta iniciativa tiene como objetivo principal integrar el conocimiento tradicional y el científico para promover tanto la conservación ambiental como el fortalecimiento de la identidad cultural de las comunidades que habitan la región. REDISA parte del principio de que la participación comunitaria es indispensable para lograr una gestión ambiental efectiva, reconociendo a las poblaciones locales no solo como beneficiarias, sino como actores clave en los procesos de protección del entorno
Uno de los componentes fundamentales de REDISA son los inventarios zoológicos. A diferencia de los enfoques convencionales, estos estudios incorporan activamente el saber local para definir sitios de muestreo y entender la ecología de diversos grupos de fauna como anfibios, reptiles, mamíferos e insectos, especialmente en los cafetales y bosques mesófilos que forman parte del área de influencia de la Reserva. Esta metodología ha permitido enriquecer la investigación científica con aportaciones del conocimiento cotidiano de las personas que conviven directamente con el entorno natural.
Complementando estas acciones, se llevó a cabo un estudio etnozoológico mediante una técnica innovadora denominada Evaluación Participativa Etnozoológica Rápida (EPER), cuyo objetivo fue recuperar el conocimiento mam sobre la fauna local, así como sus usos tradicionales y estrategias de manejo. La información generada por este estudio, junto con otros hallazgos del proyecto, se sistematizará y difundirá a través de un museo rural. Este espacio servirá como punto de encuentro para compartir experiencias, capacitar a la población y visibilizar la riqueza cultural y biológica de la zona.
Más allá de REDISA, existen otras iniciativas orientadas al desarrollo sustentable y a la conservación del ecosistema en la región del Volcán Tacaná. Una de ellas se enfoca en el estudio del intercambio de plantas entre distintos espacios como huertos familiares, montaña, cerros, guatales, milpas y viveros gubernamentales. Este proyecto, desarrollado en la comunidad de Chiquihuite, Unión Juárez, se planteó como una estrategia para conservar el bosque mesófilo de montaña (BMM), reconociendo la importancia de las prácticas locales en la gestión de la biodiversidad.
Durante la investigación, se aplicaron entrevistas semi-estructuradas a 24 familias para recopilar información sobre el origen, uso y circulación de las plantas presentes en sus huertos. A partir de esta información, se elaboró una matriz de presencia-ausencia de especies y una red de relaciones entre los diferentes espacios, lo que permitió visualizar el movimiento y la conservación de especies vegetales dentro del paisaje local. Los resultados revelaron una activa práctica de intercambio de plantas, especialmente entre huertos y zonas de montaña, lo que refuerza la idea de que la conservación, desde la perspectiva local, está estrechamente ligada al uso y valoración de las especies. Se identificaron 109 especies vegetales, de las cuales 37 son nativas del bosque mesófilo. Entre las familias botánicas más representadas se encuentran Orchidaceae, Asteraceae, Solanaceae, Bromeliaceae y Rosaceae, lo que da cuenta de la diversidad biológica presente.
El estudio también evidenció que el huerto familiar funciona como un nodo clave en la red ecológica y cultural de la comunidad, ya que no solo es un espacio productivo, sino también de conservación. En él se protege y reproduce la biodiversidad del BMM a través del cuidado cotidiano de las plantas y su uso sustentable. Las especies fueron clasificadas en siete categorías de uso: combustible, comestible, material, medicinal, tóxico, ambiental y social, predominando los usos ambientales y alimentarios, lo cual refleja el aprecio comunitario por la naturaleza y su aprovechamiento responsable.
Cabe destacar que casi un 30% de las especies registradas se encuentran bajo alguna categoría de protección en la Lista Roja de la UICN, en el convenio CITES o en la NOM-059-2010, lo que subraya la relevancia de estas prácticas para la conservación de especies amenazadas.

## Conflictos Socioambientales
En la Reserva de la Biosfera del Volcán Tacaná se presentan múltiples conflictos socioambientales que reflejan la complejidad de la relación entre la conservación ambiental y las dinámicas sociales, económicas y culturales de las comunidades que habitan esta región fronteriza. Uno de los conflictos más persistentes está relacionado con el uso de los recursos naturales, ya que actividades como la extracción de leña para uso doméstico, la ganadería extensiva, la agricultura de subsistencia y el cultivo del café han generado una fuerte presión sobre los ecosistemas locales. La alta demanda de leña en un contexto de escasas alternativas energéticas ha intensificado la deforestación, afectando la cobertura vegetal y debilitando la capacidad de regulación hídrica de los bosques. De manera similar, la ganadería extensiva en las partes altas del volcán y la expansión de la frontera agrícola han contribuido a la fragmentación de hábitats, la pérdida de biodiversidad y el aumento de la erosión del suelo
La extracción no regulada de materiales pétreos de los ríos para la construcción también representa un serio problema ambiental y de seguridad. Esta actividad se realiza sin permisos ni normas de manejo, lo que provoca inestabilidad de laderas, deslizamientos y degradación del suelo. La situación se agrava por los conflictos en torno a la tenencia de la tierra. La delimitación poco clara entre propiedades privadas, ejidos y zonas núcleo de la Reserva ha generado disputas constantes sobre el uso y manejo de los recursos naturales. La aprobación de proyectos de infraestructura sin una consulta adecuada a las comunidades afectadas ha incrementado la percepción de injusticia y exclusión, reforzando el malestar social
En el ámbito del turismo, también emergen tensiones significativas. La colocación de casetas de registro y cobro en los caminos turísticos ha sido fuente de conflicto entre comunidades, cooperativas y autoridades, especialmente por la falta de transparencia en el manejo de los recursos y la exclusión de algunos actores locales en la toma de decisiones. El uso obligatorio de guías certificados ha generado una división entre guías locales que no cuentan con reconocimiento formal y aquellos que sí han sido avalados por instituciones externas, lo que ha provocado una fuerte competencia, resentimiento y disputas por los ingresos económicos derivados del turismo
Otra dimensión crítica de los conflictos en la Reserva se relaciona con la falta de coordinación binacional entre México y Guatemala. Dado que el Volcán Tacaná se ubica en la zona limítrofe entre ambos países, muchos de los recursos naturales son compartidos, como el agua, los suelos y la biodiversidad. Sin embargo, la ausencia de mecanismos de cooperación efectiva ha dificultado el manejo integral de cuencas, el control de incendios forestales y la atención a desastres, provocando una gestión fragmentada que agrava los problemas existentes. Esta falta de articulación es especialmente preocupante en la cuenca del río Suchiate, donde la deforestación en las partes altas del lado guatemalteco afecta directamente la disponibilidad y calidad del agua del lado mexicano, evidenciando cómo los problemas ambientales trascienden las fronteras administrativas
La deforestación y la ampliación de la frontera agrícola en la cuenca del río Suchiate también han debilitado la capacidad de los ecosistemas para mantener el ciclo del agua, provocando escasez en temporada de estiaje y generando conflictos por el acceso al recurso hídrico. Las comunidades indígenas del volcán Tacaná enfrentan estos desafíos de manera directa, ya que muchas de ellas no cuentan con infraestructura básica como agua potable y, además, deben competir por el uso del agua con otros actores como agricultores, ganaderos y operadores turísticos. Esta situación se complica por la dispersión geográfica de los asentamientos humanos en la parte alta de la cuenca, lo que encarece la instalación de servicios públicos y perpetúa condiciones de marginación
Un elemento transversal a todos estos conflictos es la falta de información y participación. Las comunidades locales, en particular las indígenas, no siempre son tomadas en cuenta en los procesos de toma de decisiones relacionados con la gestión de la Reserva. La ausencia de canales de comunicación efectivos y de acceso a información clara sobre las normas, políticas y planes de manejo ha generado un clima de desconfianza que obstaculiza la implementación de iniciativas de conservación y desarrollo. Cuando las comunidades no se sienten parte de los procesos, los proyectos pierden legitimidad y enfrentan resistencias, lo que limita su efectividad y sostenibilidad en el tiempo